# Address space layout randomization
Address space layout randomization (ASLR) je v informatice metoda počítačové bezpečnosti, která umisťuje strojový kód programu, knihovny a data v operační paměti od náhodně zvolené adresy. Cílem je znemožnit některé typy útoků a exploitů.